# 歐文冰川 (帕爾默地)
74°42′S 63°15′W / 74.700°S 63.250°W
歐文冰川（英語：Irvine Glacier）是南極洲的冰川，位於帕爾默地，全長64公里，流經蓋塔爾山脈和勒爾山脈，由美國探險隊發現，現時由南極條約體系管理。